# 图阿·福斯特伦

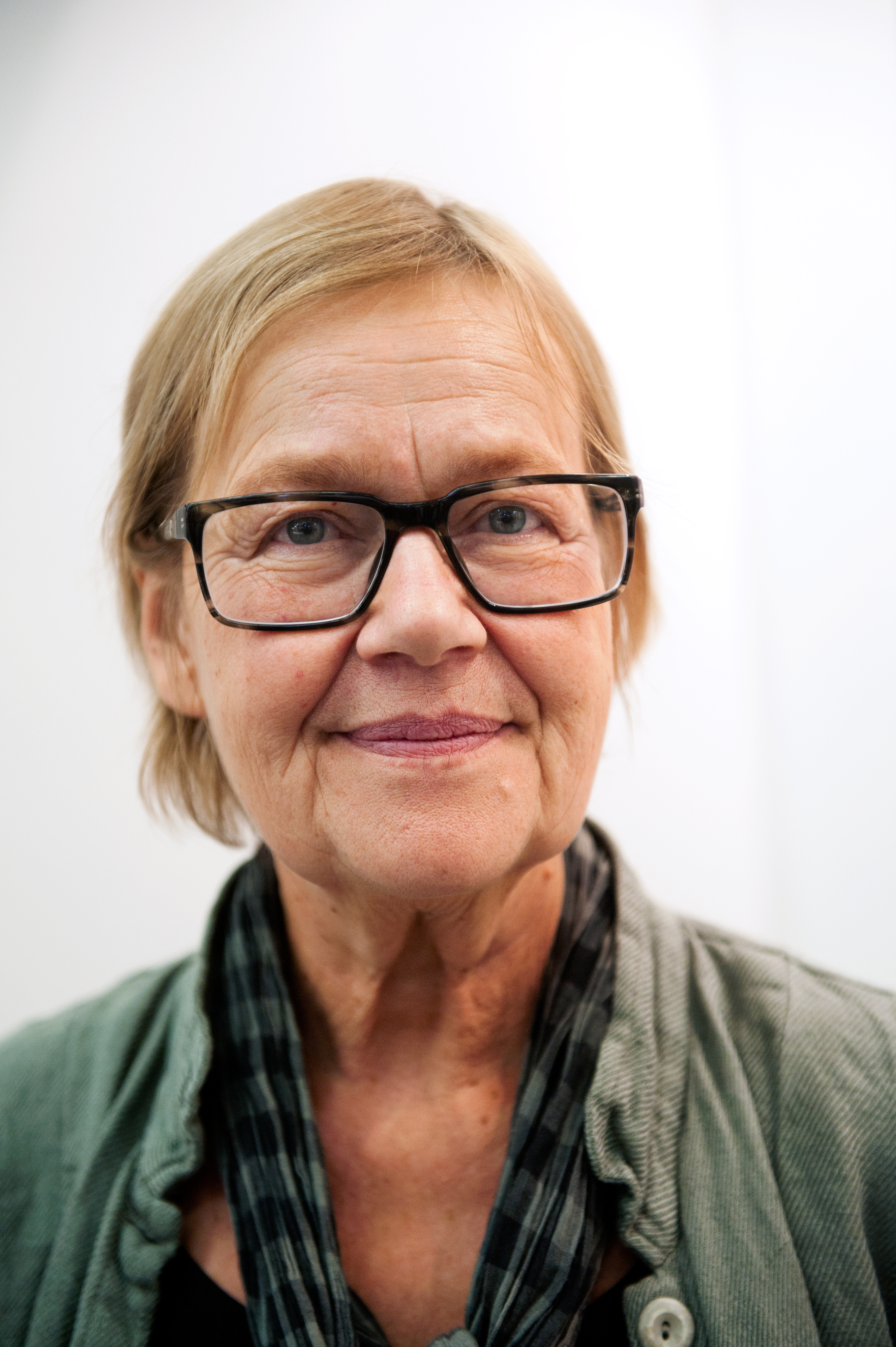
福斯特伦于2011年

图阿·碧尔伊塔·福斯特伦（瑞典語：Tua Birgitta Forsström；1947年4月2日—），芬兰瑞典族作家。她以诗人的身份著称，但她也为滑稽剧、广播剧、室内剧、卡巴莱、清唱剧及康塔塔等写作过剧本。
福斯特伦在1966年高中毕业，并在1972年从赫尔辛基大学取得人文科学学士学位。在1973至1991年间她也在一家出版公司担任编辑。她在1999至2004年间担任艺术教授。
福斯特伦的作品曾多次获奖，包括北欧理事会文学奖、Pro Finlandia奖章、瑞典学院芬兰奖等。2019年2月福斯特伦作为首位芬兰公民当选为瑞典学院院士，她的席位为第18席。